# Parafia św. Floriana w Wadlewie
Parafia św. Floriana – parafia rzymskokatolicka znajdująca się w archidiecezji łódzkiej w dekanacie tuszyńskim.

## Historia

### Kościół
Kościół został erygowany przez abp łódzkiego Władysława Ziółka 28 sierpnia 1994 r.
Kamień węgielny 28 czerwca 1995 r. poświęcił Jan Paweł II, wmurował 11 sierpnia 1996 r. abp Władysław Ziółek. Budowę rozpoczęto 29 kwietnia 1999 r. według projektu arch. Elżbiety Kucharczyk. Kościół w konwencji tradycyjnej, jednonawowy. Zakończenie budowy 31 lipca 1998 r. Poświęcony 28 października 1997 r., konsekrowany 2 sierpnia 1998 r. przez abpa Władysława Ziółka.

Ołtarz z rzeźbą Chrystusa wykonaną przez Krystynę Solską, ołtarz według projektu Bogusława Solskiego, poświęcony 10 X 2004 r. przez abpa Władysława Ziółka. Meble w prezbiterium (stalle) wykonane i zaprojektowane przez Dariusza Bergiera. Witraże projektu Anny Olechowskiej. Tabernakulum – mosiądz posrebrzany; organy elektroniczne; ławki dębowe; konfesjonały dębowe; dzwony Jan i Maria ufundowane przez ks. Jana Gajdę z Wadlewa.

## Duszpasterze
- ks. Jerzy Grodzki (1994–2002)
- + ks. Jarosław Burski (2002–2011)
- ks. Bogusław G. Karbownik (od 2011)

## Formy duszpasterstwa
- cotygodniowe spotkania zespołu dorosłych katolików ARKA
- drugi piątek miesiąca o 18.00 Wadlewskie Spotkanie Młodych – spotkanie o charakterze dekanalnym
- Zespół Seniorów – regularne spotkania i wyjazdy